# A Ferencvárosi TC 1986–1987-es szezonja
A Ferencvárosi TC 1986–1987-es szezonja szócikk a Ferencvárosi TC első számú férfi labdarúgócsapatának egy szezonjáról szól, mely összességében és sorozatban is a 86. idénye volt a csapatnak a magyar első osztályban. A klub fennállásának ekkor volt a 88. évfordulója.

## Mérkőzések
| Színmagyarázat | Színmagyarázat |
| -------------- | -------------- |
|                | Győzelem.      |
|                | Döntetlen.     |
|                | Vereség.       |

### Intertotó-kupa
11. csoport
| 1986. június 15. 17:00 |

| Sturm Graz   | 1 – 5               | Ferencváros                                           |
| ------------ | ------------------- | ----------------------------------------------------- |
| Löschnig 13' | (1 – 3) Jegyzőkönyv | Kvaszta 12' Répási 15' 83' Palkovics 28' Pölöskei 75' |

| Kindberg Stadion, Kindberg Nézőszám: 1 500 |

| 1986. június 21. |

| Slavia IPS Praha | 2 – 0       | Ferencváros |
| ---------------- | ----------- | ----------- |
|                  | Jegyzőkönyv |             |

| Na Litavce, Příbram |

| 1986. június 28. 17:00 |

| Ferencváros                    | 2 – 4               | FC Luzern                                     |
| ------------------------------ | ------------------- | --------------------------------------------- |
| Baumann 3' (öngól) Strausz 88' | (1 – 1) Jegyzőkönyv | Grétarsson 24' 46' Bernaschina 78' Marini 84' |

| Üllői út, Budapest Nézőszám: 5 000 |

| 1986. július 5. 19:00 |

| Ferencváros | 0 – 1               | Sturm Graz                    |
| ----------- | ------------------- | ----------------------------- |
|             | (0 – 1) Jegyzőkönyv | Teskeredzic 23' Goldbrich 74′ |

| Üllői út, Budapest Nézőszám: 4 000 |

| 1986. július 12. 17:00 |

| FC Luzern | 3 – 2       | Ferencváros |
| --------- | ----------- | ----------- |
|           | Jegyzőkönyv |             |

| Hochdorf Aréna, Hochdorf |

| 1986. július 19. 19:00 |

| Ferencváros | 0 – 1               | Slavia IPS Praha |
| ----------- | ------------------- | ---------------- |
|             | (0 – 0) Jegyzőkönyv | Švadlenka 60'    |

| Üllői út, Budapest Nézőszám: 3 000 |

### NB 1 1986–87

#### Őszi fordulók
| 1. forduló 1986. augusztus 16. |

| Ferencváros                 | 3 – 0               | Zalaegerszegi TE |
| --------------------------- | ------------------- | ---------------- |
| Dzurják 28' 61' Strausz 68' | (1 – 0) Jegyzőkönyv |                  |

| Üllői út, Budapest Nézőszám: 20 000 Játékvezető: Kőrös László (magyar) |

| 2. forduló 1986. augusztus 23. |

| Debreceni MVSC                   | 2 – 2               | Ferencváros                           |
| -------------------------------- | ------------------- | ------------------------------------- |
| Jankovics 67' Bücs 82' Szabó 28' | (0 – 0) Jegyzőkönyv | Strausz 48' Szántó 78' 56' Keller 17' |

| Nagyerdei stadion, Debrecen Nézőszám: 9 000 Játékvezető: Pádár László (magyar) |

| 3. forduló 1986. augusztus 27. |

| Ferencváros | 0 – 0               | MTK–VM |
| ----------- | ------------------- | ------ |
|             | (0 – 0) Jegyzőkönyv |        |

| Üllői út, Budapest Nézőszám: 25 000 Játékvezető: Molnár László (magyar) |

| 4. forduló 1986. augusztus 30. |

| Budapesti Honvéd | 0 – 0               | Ferencváros |
| ---------------- | ------------------- | ----------- |
| Fitos 74'        | (0 – 0) Jegyzőkönyv | Kvaszta 25' |

| Népstadion, Budapest Nézőszám: 20 000 Játékvezető: Németh Lajos (magyar) |

| 5. forduló 1986. szeptember 2. |

| Tatabányai Bányász | 1 – 2               | Ferencváros        |
| ------------------ | ------------------- | ------------------ |
| Vincze 90'         | (0 – 2) Jegyzőkönyv | Dzurják 7' 10' 86' |

| Városi Stadion, Tatabánya Nézőszám: 12 000 Játékvezető: Huták Antal (magyar) |

| 6. forduló 1986. szeptember 13. |

| Ferencváros | 1 – 0               | Békéscsabai Előre Spartacus |
| ----------- | ------------------- | --------------------------- |
| Kincses 39' | (1 – 0) Jegyzőkönyv | Megyesi 33' Fabulya 89'     |

| Üllői út, Budapest Nézőszám: 20 000 Játékvezető: Pádár László (magyar) |

| 7. forduló 1986. szeptember 20. |

| Ferencváros | 0 – 0               | Újpesti Dózsa |
| ----------- | ------------------- | ------------- |
|             | (0 – 0) Jegyzőkönyv |               |

| Népstadion, Budapest Nézőszám: 35 000 Játékvezető: Hartmann Lajos (magyar) |

| 8. forduló 1986. szeptember 27. |

| Eger SE                        | 1 – 1               | Ferencváros |
| ------------------------------ | ------------------- | ----------- |
| Fodor 83' Hodur 22' Pintér 69' | (0 – 0) Jegyzőkönyv | Dukon 87'   |

| Városi Stadion, Eger Nézőszám: 12 000 Játékvezető: Nagy László (magyar) |

| 9. forduló 1986. október 4. |

| Ferencváros     | 2 – 1               | Dunaújvárosi Kohász                |
| --------------- | ------------------- | ---------------------------------- |
| Dzurják 23' 44' | (2 – 0) Jegyzőkönyv | Lehota 74' Csorba 43' Menyhárt 52' |

| Üllői út, Budapest Nézőszám: 15 000 Játékvezető: Divinyi Béla (magyar) |

| 10. forduló 1986. október 18. |

| Vasas         | 1 – 0               | Ferencváros |
| ------------- | ------------------- | ----------- |
| Borostyán 72' | (0 – 0) Jegyzőkönyv |             |

| Népstadion, Budapest Nézőszám: 25 000 Játékvezető: Molnár László (magyar) |

| 11. forduló 1986. november 1. |

| Ferencváros             | 1 – 1               | Rába ETO                                        |
| ----------------------- | ------------------- | ----------------------------------------------- |
| Fischer 42' Strausz 69' | (1 – 0) Jegyzőkönyv | Csonka 72' 75' Hlagyvik 22' Kiss 49' Turbék 60' |

| Üllői út, Budapest Nézőszám: 15 000 Játékvezető: Németh Lajos (magyar) |

| 12. forduló 1986. november 15. |

| Haladás VSE              | 1 – 0       | Ferencváros                       |
| ------------------------ | ----------- | --------------------------------- |
| Topor 15' 31' Marton 42' | Jegyzőkönyv | Pintér 60' Hámori 76' Fischer 88' |

| Rohonci úti stadion, Szombathely Nézőszám: 14 000 Játékvezető: Huták Antal (magyar) |

| 13. forduló 1986. november 22. |

| Ferencváros   | 1 – 0               | Pécsi MSC |
| ------------- | ------------------- | --------- |
| Fischer 90+4' | (0 – 0) Jegyzőkönyv |           |

| Üllői út, Budapest Nézőszám: 15 000 Játékvezető: Hartmann Lajos (magyar) |

| 14. forduló 1986. november 29. |

| Siófoki Bányász                       | 1 – 0               | Ferencváros |
| ------------------------------------- | ------------------- | ----------- |
| Quirikó 29' Jancsika 39' Brettner 73' | (1 – 0) Jegyzőkönyv | Strausz 33' |

| Révész Géza utcai stadion, Siófok Nézőszám: 6 000 Játékvezető: Szabó Béla (magyar) |

| 15. forduló 1986. december 6. |

| Ferencváros         | 1 – 0               | Videoton                   |
| ------------------- | ------------------- | -------------------------- |
| Dukon 64' Simon 77' | (0 – 0) Jegyzőkönyv | Csucsánszky 42' Kovács 69' |

| Üllői út, Budapest Nézőszám: 12 000 Játékvezető: Roxin György (magyar) |

#### Tavaszi fordulók
| 16. forduló 1987. február 28. |

| Zalaegerszegi TE        | 0 – 0               | Ferencváros |
| ----------------------- | ------------------- | ----------- |
| Dobány 55' Csepregi 82' | (0 – 0) Jegyzőkönyv | Fischer 16' |

| ZTE Stadion, Zalaegerszeg Nézőszám: 13 000 Játékvezető: Pádár László (magyar) |

| 17. forduló 1987. március 7. |

| Ferencváros | 0 – 0               | Debreceni MVSC |
| ----------- | ------------------- | -------------- |
| Vaszil 50'  | (0 – 0) Jegyzőkönyv | Dan 44'        |

| Üllői út, Budapest Nézőszám: 10 000 Játékvezető: Huták Antal (magyar) |

| 18. forduló 1987. március 14. |

| MTK–VM               | 0 – 0               | Ferencváros          |
| -------------------- | ------------------- | -------------------- |
| Szalai 41' Híres 59' | (0 – 0) Jegyzőkönyv | Szántó 37' Bánki 70' |

| Hungária körút, Budapest Nézőszám: 11 000 Játékvezető: Andrzej Libich (lengyel) |

| 19. forduló 1987. március 21. |

| Ferencváros                                      | 2 – 3               | Budapesti Honvéd                                 |
| ------------------------------------------------ | ------------------- | ------------------------------------------------ |
| Fischer 42' Bánki 46' 18' Szántó 55' Strausz 57' | (1 – 1) Jegyzőkönyv | Détári 19' (11-esből) 72' Fitos 82' 34' Sass 42' |

| Népstadion, Budapest Nézőszám: 35 000 Játékvezető: Divinyi Béla (magyar) |

| 20. forduló 1987. március 28. |

| Ferencváros                                   | 2 – 0   | Tatabányai Bányász     |
| --------------------------------------------- | ------- | ---------------------- |
| Strausz 32' Dzurják 50' Pintér 27' Takács 64' | (1 – 0) | Schmidt 26' Vincze 57' |

| Üllői út, Budapest Nézőszám: 25 000 Játékvezető: Bognár István (magyar) |

| 21. forduló 1987. április 4. |

| Békéscsabai Előre Spartacus | 1 – 0               | Ferencváros                                  |
| --------------------------- | ------------------- | -------------------------------------------- |
| Csató 71' Fabulya 40'       | (0 – 0) Jegyzőkönyv | Hámori 55' Dukon 67' Zsiborás 73' Pintér 81′ |

| Kórház utcai stadion, Békéscsaba Nézőszám: 18 000 Játékvezető: Kovács I. László (magyar) |

| 22. forduló 1987. április 11. |

| Újpesti Dózsa                      | 1 – 0               | Ferencváros                       |
| ---------------------------------- | ------------------- | --------------------------------- |
| Kozma 59' Kardos 12' Schneider 20' | (0 – 0) Jegyzőkönyv | Hámori 12' Keller 66' Strausz 88' |

| Népstadion, Budapest Nézőszám: 15 000 Játékvezető: Pádár László (magyar) |

| 23. forduló 1987. április 18. |

| Ferencváros                 | 3 – 1               | Eger SE               |
| --------------------------- | ------------------- | --------------------- |
| Fischer 14' 50' Kincses 76' | (1 – 0) Jegyzőkönyv | Simon 49' Smuczer 24' |

| Üllői út, Budapest Nézőszám: 15 000 Játékvezető: Győri László (magyar) |

| 24. forduló 1987. május 2. |

| Ferencváros               | 3 – 1               | Vasas                            |
| ------------------------- | ------------------- | -------------------------------- |
| Dzurják 25' 32' Bánki 27' | (3 – 0) Jegyzőkönyv | Szabadi 47' Csorba 41' Pecha 80' |

| Népstadion, Budapest Nézőszám: 30 000 Játékvezető: Németh Lajos (magyar) |

| 25. forduló 1987. május 6. |

| Rába ETO                                              | 4 – 1               | Ferencváros                              |
| ----------------------------------------------------- | ------------------- | ---------------------------------------- |
| Pintér 11' (öngól) Handel 62' Szentes 66' Hajszán 69' | (1 – 1) Jegyzőkönyv | Fischer 32' 67′, 67′ Vaszil 7' Bánki 85' |

| Rába ETO Stadion, Győr Nézőszám: 11 000 Játékvezető: Nagy László (magyar) |

| 26. forduló 1987. május 9. |

| Ferencváros        | 1 – 1               | Haladás VSE           |
| ------------------ | ------------------- | --------------------- |
| Dukon 34' Nagy 77' | (1 – 0) Jegyzőkönyv | Domján 85' Bognár 53' |

| Üllői út, Budapest Nézőszám: 12 000 Játékvezető: Hartmann Lajos (magyar) |

| 27. forduló 1987. május 20. |

| Dunaújvárosi Kohász | 1 – 1               | Ferencváros                                   |
| ------------------- | ------------------- | --------------------------------------------- |
| Ress 67' Dienes 61' | (0 – 0) Jegyzőkönyv | Pintér 60' (11-esből) 39' Bús 15' Strausz 68′ |

| Dunaújváros Nézőszám: 8 000 Játékvezető: Kőrös László (magyar) |

| 28. forduló 1987. május 23. |

| Pécsi MSC                            | 2 – 2               | Ferencváros                             |
| ------------------------------------ | ------------------- | --------------------------------------- |
| Bérczy 58' 73' Márton 25' Balogh 82' | (0 – 0) Jegyzőkönyv | Dzurják 52' 57' 8' Dukon 55' Vaszil 71' |

| PMFC Stadion, Pécs Nézőszám: 16 000 Játékvezető: Hartmann Lajos (magyar) |

| 29. forduló 1987. június 6. |

| Ferencváros                                     | 3 – 2               | Siófoki Bányász                                 |
| ----------------------------------------------- | ------------------- | ----------------------------------------------- |
| Dzurják 10' Pölöskei 65' Fischer 82' Pintér 77' | (1 – 1) Jegyzőkönyv | Lakatos 45' Csalos 90' Kolovics 29' Pardavi 78' |

| Üllői út, Budapest Nézőszám: 15 000 Játékvezető: Szilágyi Sándor (magyar) |

| 30. forduló 1987. június 14. |

| Videoton                       | 1 – 1               | Ferencváros                       |
| ------------------------------ | ------------------- | --------------------------------- |
| Szabó 3' Horváth 27' Faddi 65' | (1 – 0) Jegyzőkönyv | Dzurják 77' Kincses 9' Takács 55' |

| Sóstói Stadion, Székesfehérvár Nézőszám: 6 000 Játékvezető: Molnár László (magyar) |

#### A bajnokság végeredménye
|    | Csapat                         | Játszott | Gy | D  | V  | L  | K  | Gk  | Pont | Megjegyzés                                     |
| -- | ------------------------------ | -------- | -- | -- | -- | -- | -- | --- | ---- | ---------------------------------------------- |
| 1  | MTK-VM                         | 30       | 17 | 9  | 4  | 52 | 24 | +28 | 43   | Bajnok, 1987–1988-as BEK                       |
| 2  | Újpesti Dózsa SC               | 30       | 16 | 8  | 6  | 47 | 23 | +24 | 40   | 1987–1988-as KEK, 1987-es Intertotó-kupa       |
| 3  | Tatabányai Bányász SC          | 30       | 15 | 5  | 10 | 44 | 31 | +13 | 35   | 1987–1988-as UEFA-kupa, 1987-es Intertotó-kupa |
| 4  | Budapesti Honvéd SE            | 30       | 15 | 5  | 10 | 47 | 39 | +8  | 35   | 1987–1988-as UEFA-kupa                         |
| 5  | Ferencvárosi TC                | 30       | 10 | 13 | 7  | 33 | 27 | +6  | 33   |                                                |
| 6  | Vasas SC                       | 30       | 13 | 6  | 11 | 42 | 40 | +2  | 32   | 1987-es Intertotó-kupa                         |
| 7  | Pécsi Munkás SC                | 30       | 12 | 7  | 11 | 30 | 25 | +5  | 31   |                                                |
| 8  | Békéscsabai Előre Spartacus SE | 30       | 10 | 11 | 9  | 32 | 34 | -2  | 31   |                                                |
| 9  | Haladás Vasutas SE             | 30       | 11 | 8  | 11 | 32 | 33 | -1  | 30   |                                                |
| 10 | Rába Vasas ETO SC              | 30       | 9  | 11 | 10 | 51 | 45 | +6  | 29   |                                                |
| 11 | Zalaegerszegi TE               | 30       | 9  | 11 | 10 | 33 | 34 | -1  | 29   |                                                |
| 12 | Debreceni Munkás Vasutas SC    | 30       | 8  | 12 | 10 | 31 | 37 | -6  | 28   |                                                |
| 13 | Siofoki Bányász SE             | 30       | 9  | 9  | 12 | 36 | 41 | -5  | 27   |                                                |
| 14 | Videoton SC                    | 30       | 7  | 9  | 14 | 26 | 37 | -11 | 23   | 1987-es Intertotó-kupa                         |
| 15 | Dunaújvárosi Kohász SE         | 30       | 4  | 9  | 17 | 26 | 57 | -31 | 17   | Kiestek az NB II-be                            |
| 16 | Eger SE                        | 30       | 4  | 9  | 17 | 23 | 58 | -35 | 17   | Kiestek az NB II-be                            |

#### Eredmények összesítése
Az alábbi táblázatban összesítve szerepelnek a Ferencvárosi TC 1986/87-es bajnokságban elért eredményei.
| Ősz/tavasz (forduló)    | Otthon | Otthon | Otthon | Otthon | Otthon | Otthon | Otthon | Idegenben | Idegenben | Idegenben | Idegenben | Idegenben | Idegenben | Idegenben |
| Ősz/tavasz (forduló)    | M      | GY     | D      | V      | LG–KG  | GK     | P      | M         | GY        | D         | V         | LG–KG     | GK        | P         |
| ----------------------- | ------ | ------ | ------ | ------ | ------ | ------ | ------ | --------- | --------- | --------- | --------- | --------- | --------- | --------- |
| Őszi szezon (1–15.)     | 8      | 5      | 3      | 0      | 9–2    | +7     | 13     | 7         | 1         | 3         | 3         | 5–7       | –2        | 5         |
| Tavaszi szezon (16–30.) | 7      | 4      | 2      | 1      | 14–8   | +6     | 10     | 8         | 0         | 5         | 3         | 5–10      | –5        | 5         |
| Összesen (1–30.)        | 15     | 9      | 5      | 1      | 23–10  | +13    | 23     | 15        | 1         | 8         | 6         | 10–17     | –7        | 10        |

### Magyar kupa
| 1986. augusztus 13. |

| Fehér Akác SE | 2 – 5       | Ferencváros                             |
| ------------- | ----------- | --------------------------------------- |
|               | Jegyzőkönyv | Kvaszta Batári Kincses Zsinka Palkovics |

| Dabas |

| 1986. szeptember 3. |

| MÁV–DAC | 0 – 3       | Ferencváros         |
| ------- | ----------- | ------------------- |
|         | Jegyzőkönyv | Szántó Pintér Dukon |

| Győr |

| 1986. október 8. |

| Dorogi FC | 1 – 2       | Ferencváros   |
| --------- | ----------- | ------------- |
|           | Jegyzőkönyv | Simon Kvaszta |

| Dorog |

Nyolcaddöntő
| 1986. október 29. |

| Bajai LSE | 0 – 2       | Ferencváros    |
| --------- | ----------- | -------------- |
|           | Jegyzőkönyv | Szántó Fischer |

| Baja |

Negyeddöntő
| 1987. április 1. |

| Ferencváros | 1 – 1       | Vasas |
| ----------- | ----------- | ----- |
| Dukon       | Jegyzőkönyv |       |

| Üllői út, Budapest |

| 1987. április 15. |

| Vasas | 1 – 0       | Ferencváros |
| ----- | ----------- | ----------- |
|       | Jegyzőkönyv |             |

| Fáy utca, Budapest |

### Egyéb mérkőzések
| 1986. június 7. |

| Ausztria | 3 – 1       | Ferencváros |
| -------- | ----------- | ----------- |
|          | Jegyzőkönyv | Répási      |

| Felsőőr |

| 1986. július 14. |

| FC Zug | 1 – 5       | Ferencváros                   |
| ------ | ----------- | ----------------------------- |
|        | Jegyzőkönyv | Szabadi Dzurják Zsinka Batári |

| Zug |

| 1986. augusztus 1. |

| Ózdi Kohász | 0 – 2       | Ferencváros     |
| ----------- | ----------- | --------------- |
|             | Jegyzőkönyv | Dzurják Kvaszta |

| Ózd |

| 1986. augusztus 2. |

| Eger SE | 1 – 3       | Ferencváros            |
| ------- | ----------- | ---------------------- |
|         | Jegyzőkönyv | Dzurják Kvaszta Szántó |

| Eger |

| 1986. augusztus 3. |

| Ferencváros | 0 – 2       | FC Magdeburg |
| ----------- | ----------- | ------------ |
|             | Jegyzőkönyv |              |

| Eger |

| 1986. augusztus 10. |

| Austria Wien | 1 – 3       | Ferencváros            |
| ------------ | ----------- | ---------------------- |
|              | Jegyzőkönyv | Kvaszta Dzurják Szántó |

| Salzburg |

| 1987. február 11. |

| Ferencváros | 1 – 1       | Sturm Graz |
| ----------- | ----------- | ---------- |
| Fischer     | Jegyzőkönyv |            |

| Budapest |

| 1987. március 25. 17:00 |

| Ferencváros | 1 – 2       | Dinamo Kijiv |
| ----------- | ----------- | ------------ |
| Fischer     | Jegyzőkönyv |              |

| Üllői út, Budapest |

| 1987. április 7. |

| Ferencváros | 1 – 0       | Karslunds |
| ----------- | ----------- | --------- |
| Batári      | Jegyzőkönyv |           |

| Üllői út, Budapest |

## Külső hivatkozások
- A csapat hivatalos honlapja (magyarul)
- Az 1986–87-es szezon menetrendje a tempofradi.hu-n (magyarul)